# Arthur Hayday
Arthur Hayday (* 24. Oktober 1869 in London; † 28. Februar 1956) war ein britischer Politiker (Labour Party) und Gewerkschafter.

## Leben und Tätigkeit
Hayday war ein Sohn von Thomas Bloomfield Hayday und seiner Ehefrau Sarah Susannah, geb. Glander. Er besuchte die St. Luke’s National School in Tidal Basin, die er im Alter von neun Jahren verließ, um als Gärtner zu arbeiten. Anschließend arbeitete er als Küchenjunge, Chemiearbeiter und als Heizer bei der Handelsmarine.
1894 schloss Hayday sich der Marxist Social Democratic Federation (SDF) an, der beherrschenden Arbeiterorganisation seiner Heimat West Ham. Hayday begann sich früh in der Gewerkschaftsbewegung, speziell in der National Union of Gasworkers and General Labourers, zu betätigen, die ihr Zentrum im Londoner Bezirk West Ham hatte: 1898 wurde er hauptberuflicher Funktionär derselben. Von 1900 bis 1908 war er Organisator und dann Bezirkssekretär dieser Gewerkschaft in Midland. Von 1908 bis 1937 war er für die National Union of General Workers bzw. (ab 1924) National Union of General and Municipal Workers tätig. 1917 nahm er an der Arbeiterkonferenz im amerikanischen Buffalo teil.
1912 schloss Hayday sich der British Socialist Party (BSP) an.
Während des Ersten Weltkrieges tat Hayday sich als nachdrücklicher Kriegsbefürworter hervor: Er trat bei Rekrutierungsveranstaltungen auf, bei denen Freiwillige für den Einsatz in der britischen Armee geworben werden sollten und nach der Einführung des Systems unfreiwilliger Rekrutierung im Jahr 1916 gehörte er Aushebungskommissionen an. Diese, gerade von konservativen Kreisen gerne gesehene, Haltung erleichterte ihm seine gewerkschaftliche Arbeit in der National Union of General Workers.
Anlässlich der Unterhauswahl vom Dezember 1918 zog Hayday erstmals als Abgeordneter ins House of Commons, das britische Parlament, ein: Er setzte sich als Kandidat der Labour Party im Wahlkreis Nottingham West gegen einen Mitbewerber der Liberal Party auf einer Plattform, die eine Mischung aus Appell an patriotische Gefühle und soziale Wünsche darstellte, durch. Er repräsentierte Nottingham West im Parlament zunächst bis 1931, wobei sein Mandat bei drei Wahlen (1922, 1924 und 1929) bestätigt wurde. Bei den Wahlen des Jahres 1931 verlor er sein Mandat an den Konservativen Arthur Cecil Caporn, konnte seinen Sitz aber bei der Wahl vom November 1935 zurückgewinnen. Nach seiner Rückkehr ins Parlament gehörte er diesem ohne Unterbrechung bis zu den Wahlen vom Sommer 1945 an. Sein Nachfolger als Vertreter des Wahlkreises Nottingham West wurde Tom O’Brien.
Im Unterhaus galt Hayday als einflussreicher Hinterbänkler in der Labour-Fraktion sowie als Experte für die Feinheiten in Angelegenheiten der Arbeitslosenversicherung. 1929 wurde er in die Morrisson-Kommission berufen, die vor dem Hintergrund der durch die Wirtschaftskrise verursachte Massenarbeitslosigkeit die Erwerbslosenuntersüttzung neu regeln sollte. Im Zuge dieser Tätigkeit entwarf er ein damals weithin bekannt gewordenes Kriterium als Grundlage für die Entscheidung, wer Unterstützung erhalten würde und wer nicht, das als Hayday-Formula bezeichnet wurde: Dieses lautete, dass eine Person, die eine für sie geeignete Arbeit ausschlagen würde, staatlicher Arbeitslosenbeihilfen verlustig gehen würde. Die Hayday-Formula wurde aber letztlich nicht in die offiziellen Empfehlungen der Morrisson-Kommission aufgenommen.
Von 1922 bis 1937 war Hayday zusätzlich zu seiner Abgeordnetentätigkeit Mitglied des Allgemeinen Rates (General Council) des Britischen Gewerkschaftskongresses (Trade Union Congress), als dessen Vorsitzender er von 1930 bis 1931 fungierte. Außerdem war er zeitweise Parlamentarischer Privatsekretär des Lordsiegelbewahrers John Robert Clynes.
1933 nahm Hayday am Internationalen Arbeiterkongress in Genf teil, auf dem er den Vorsitzenden der Deutschen Arbeitsfront (DAF) Robert Ley wegen der nationalsozialistischen Politik gegenüber der Arbeiterbewegung, insbesondere der zwangsweisen Auflösung der Gewerkschaften, kritisierte.